# Тавади
Тавади (груз. თავადი от слова тави — голова) — титул в феодальной Грузии. В дворянской иерархии Грузии тавади стояли выше дворян — азнаури, но ниже эристави (крупных феодалов) и полунезависимых владетелей — мтавари (груз., букв. главный). Титул соответствовал мусульманским бекам Закавказья и армянским меликам. После вхождения Грузии в состав Российской империи и тавади, и эристави, и мтавари были приравнены к князьям.

## История

Грузинский князь в военном костюме, рисунок Григория Гагарина.

Имеретинский князь, рисунок Григория Гагарина.

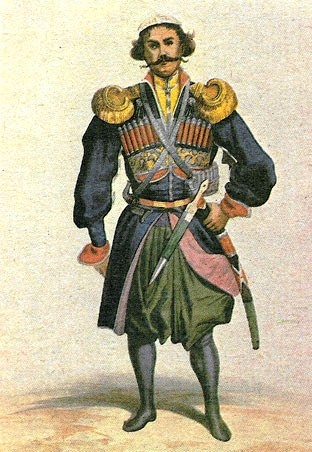
Мегрельский князь, рисунок Григория Гагарина.

Тавади появляются в Грузии с середины XV столетия. Когда они приходят на смену эристави (от груз. слов эри — народ, тави — голова). До этого иерархия феодального грузинского общества выглядела так: во главе стоял царь, ниже его стояли так называемые провинциальные цари (члены царской династии, правившие в отдельных областях, именовавшие себя полной титулатурой царя, но подчинявшиеся царю единой Грузии), затем следовали эриставт-эристави (управлявшие крупнейшими областями), затем шли эристави, ниже них были дидебули-азнаури (букв. возвеличенные дворяне) и просто азнаури. С начала XV столетия ситуация стала меняться. Грузия распадается на три царства и княжество Самцхе-Саатабаго (в составе Имеретинского царства образуются четыре самтавро: Одишское (Мегрелия), Гурийское, Абхазское и Сванское). Во главе царств становятся ветви династии Багратиони, а самтавро возглавляют потомки эриставт-эриставов. Тавади же приходят на смену более мелких эриставов. Некоторые тавади так же вышли из среды дидебули-азнаури.
Как прежде эристави подчинялись напрямую царю или эриставт-эриставам, так и теперь тавади могли быть непосредственно вассалами царя (в Картли, Кахети и Имерети) или вассалами мтаваров (в Самцхе-Саатабаго, Мегрелии, Гурии, Абхазии и Сванети).
В XVIII веке, в период правления грузинского царя-законодателя Вахтанга VI, различали три степени тавади, причём по действовавшим в то время правовым нормам за кровь тавади первой степени платилась компенсация в 15360 руб. серебром, за кровь тавади второй степени — 7680 руб., за кровь тавади третьей степени — 3840 руб, столько же, сколько за убийство архимандрита.
При этом, князь первой степени, именуемый дидебули — был лишь старший в роду, и являлся фактическим главой рода и княжества (сатавадо). Младшие члены дидебульских родов (младшие сыновья дидебула и его же младшие братья) именовались тавадишвили (букв. — ребенок князя) и пользовались правами тавадов второй степени. В тавадских родах третьей степени, так же лишь глава рода был тавади, а его младшие сыновья и братья были тавадишвили. При этом сыновья тавадишвили именовались уже сахлис кацеби (букв. — люди дома).
До конца XVIII начала XIX вв. — сохранились лишь четыре эриставских дома, фактически пользовавшихся правами и уравненных с тавадами первой степени (дидебулами). Это были эристави Арагвские и эристави Ксанские в Картли, эристави Рачинские в Имерети и гурийские эристави в Гурийском княжестве.
Главенство в роде, как правило, передавалось в порядке первородства, однако, были и исключения. Зачастую междоусобица внутри феодальных домов приводила к тому, что этот порядок нарушался. В имеретинском царстве действовал следующий порядок — члены тавадского рода сами избирали главу рода, которого тавадом утверждал царь.
Звание тавади могло было быть пожаловано только царем или мтаваром (владетельным князем Мегрелии, Гурии, Сванетии, Абхазии).
Внебрачное потомство тавади, как правило с сохранением фамилии, получало дворянство.
Тавади имели замки и крестьян, являлись также сюзеренами дворян-азнаури. Тавади занимали государственные должности, переходившие по наследству.

## Признание в Российской империи
Титул тавади, в русском языке традиционно переводился и приравнивался к княжескому. Еще до вступления Грузии в состав империи, грузинские тавади, выезжавшие в Россию (в частности, в свите царей Арчила II и Вахтанга VI), признавались князьями. Первым нормативным актом, регулирующим статус грузинского дворянства в Российской империи можно считать Георгиевский трактат 1783 г. В частности артикул девятый гласит: «Простирая милость свою к подданным его светлости царя, князьям и дворянам, е.и.в. установляет, что оные во Всероссийской империи будут пользоваться всеми теми преимуществами и выгодами, кои российским благородным присвоены, а его светлость, приемля с благодарностью толь милостивое к подданным его снисхождение, обязывается прислать ко двору е.в. списки всех благородных фамилий, дабы по оным можно было знать в точности, кому таковое отличное право принадлежит.»
После присоединения Восточной Грузии (Картл-Кахети) в 1801 году и последующем вхождении Имеретии (1810 г.) Гурии (1829 г.) Мегрелии (1857 г.) Сванетии (1859 г.) и Абхазии (1864 г.) местное дворянство, доказывая свои права на титулы, утверждалось в княжеском достоинстве Российской империи через Департамент герольдии Правительствующего сената. В целях разрешения вопроса принадлежности того или иного рода к дворянству и претензий на титул, составлялись на местах комиссии результатом работы которых стали — Именные посемейные списки лиц признанных в княжеском и дворянском достоинстве.

## Именные посемейные списки лиц, признанных в княжеском и дворянском достоинстве
1. Именный посемейный список лицам, принадлежащим к княжеским и дворянским родам Грузии. Б.м., б.г.[СПб., 1851]. 187 c. [Утв. 6 дек. 1850 г. Сведения о происхождении и степени родства перечисленных лиц одного рода отсутствуют.]
2. Дополнительный список князьям и дворянам Грузии 1856 г. Б.м.,б.г. [СПб., 1856]. 11 c.
3. Второй дополнительный список к Высочайше утвержденному 6-го декабря 1850 г. Именному посемейному списку лицам, принадлежащим к княжескими дворянским родам Грузии. Утв. 7 июня 1857 г. Б.м., б.г. [СПб., 1857]. 6 c.
4. Именный посемейный список лицам, принадлежащим к княжескими дворянским родам Гурии. Б.м., б.г. [СПб., 1851]. 51 с. [Высочайше утвержден 6 декабря 1850 г.]
5. Именный посемейный список лицам, принадлежащим к княжескими дворянским родам Имеретии. Б.м., б.г. [СПб.,1851]. 290 c. [Высочайше утвержден 6 декабря 1850 г.]
6. Именный посемейный список лицам, признанным в тавадском и азнаурском достоинстве по Мингрелии. СПб.,1880. 447 с. [Отношение Кавказского комитета, представленное в Государственный Совет 14 февраля 1880 г.]